# 市北区
市北区是中国山东省青岛市的一个市辖区，位于青岛市区中部偏西南，南接市南区，北连李沧区，东邻崂山区。區人民政府駐敦化路街道延吉路80号。

## 行政区划
市北区始置于1946年。1962年12月，原台西区北部并入市北区。1994年4月，原台东区并入市北区，四方区一部和崂山区一部划归市北区。2012年3月之后，市北区实行部分街道办事处合署办公；12月，原四方区并入市北区，至此市北区不再是青岛市面积最小、人口密度最大的市辖区。现实际履职的街道办数量为22个，分别为：大港（与华阳路合署）、即墨路（与小港合署）、辽宁路、兴隆路、湖岛、延安路、登州路、水清沟、台东、阜新路、四方、宁夏路、镇江路、海伦路、敦化路、洛阳路、开平路、辽源路、河西、双山、合肥路（与洪山坡合署）、浮山新区（与同安路合署）。

## 人口
根据第七次全国人口普查数据，截至2020年11月1日零时，市北区常住人口1096879人。

## 友好合作关系城区（市）
- 大邱广域市达西区（1994年10月）
- 光州广域市西区（1995年6月）
- 仁川广域市西区（2004年4月）
- 美国俄亥俄州阿克隆市（2011年3月）
- 美国加利福尼亚州千橡市（2014年10月）